# Làng gạch Mang Thít
Làng gạch Mang Thít là một làng nghề nổi tiếng nằm trên địa bàn các xã Nhơn Phú, Mỹ Phước, An Phước, Mỹ An, Hòa Tịnh thuộc huyện Mang Thít, tỉnh Vĩnh Long, Việt Nam. Nơi đây được mệnh danh là "Vương quốc gạch ngói" hay "Vương quốc đỏ" bởi lịch sử lâu đời hàng trăm năm và quy mô sản xuất rộng lớn từng xuất khẩu sang nhiều nước trên thế giới, góp phần đáng kể cho nền kinh tế địa phương.

## Lịch sử
Làng nghề làm gạch nung ở huyện Mang Thít, tỉnh Vĩnh Long đã tồn tại hơn 100 năm và được biết đến là “Vương quốc gạch ngói” lớn nhất vùng Đồng bằng sông Cửu Long. Nghề này xuất hiện từ đầu thế kỷ XX, khi người Khmer truyền dạy cho người Kinh và người Hoa sinh sống trong khu vực. Ban đầu, sản xuất gạch chỉ phục vụ nhu cầu địa phương, nhưng nhờ chất lượng tốt và giá cả hợp lý, làng nghề đã khẳng định vị thế trên thị trường.
Trong giai đoạn từ những năm 1960 đến 1980, làng gạch Mang Thít trở thành thời kỳ hoàng kim. Hơn 3.000 lò gạch hoạt động liên tục, tạo việc làm cho hàng nghìn người dân địa phương. Sản phẩm gạch Mang Thít được ưa chuộng vì độ bền bỉ, chịu lực tốt và giá cả cạnh tranh. Tuy nhiên, từ những năm 1990 trở đi, làng gạch Mang Thít phải đối mặt với nhiều thách thức, bao gồm sự xuất hiện của các vật liệu xây dựng mới, giá cả nguyên liệu tăng cao và vấn đề ô nhiễm môi trường.
Để thích nghi với thị trường và đáp ứng nhu cầu ngày càng cao của người tiêu dùng, làng nghề đã đầu tư đổi mới kỹ thuật sản xuất, áp dụng các công nghệ tiên tiến để nâng cao chất lượng sản phẩm và giảm thiểu tác động môi trường. Ngày nay, làng gạch Mang Thít vẫn đóng vai trò quan trọng trong nền kinh tế địa phương, tạo việc làm và thu nhập cho người dân. Ngoài ra, làng nghề cũng là điểm đến du lịch hấp dẫn, thu hút du khách bởi giá trị văn hóa độc đáo và khung cảnh làng quê mộc mạc, bình dị.